# Haworthia crystallina
Haworthia crystallina är en grästrädsväxtart som beskrevs av M. Hayashi. Haworthia crystallina ingår i släktet Haworthia och familjen grästrädsväxter. Inga underarter finns listade i Catalogue of Life.